# Joaquim Rosselló i Ferrà
Joaquim Rosselló i Ferrà (Palma, 28 de juny de 1833 — Monestir de la Real, Mallorca, 20 de desembre de 1909) fou un eclesiàstic, prevere i fundador dels Missioners dels Sagrats Cors de Jesús i Maria.

## Biografia
Joaquim nasqué a Mallorca el 1833, un dels vuit fills de Gabriel Rosselló i Maria Anna Ferrà, servents de la noble família Gual de Torrella. Molt pietosos, especialment la mare, inculcaren la devoció i la religiositat al nen; Gregori Trigueros, prevere jesuïta, el guià i, influït per ell, va voler fer-se sacerdot. Estudià al seminari de Mallorca i fou ordenat prevere el 1858. Ingressà a l'Oratori de Sant Felip Neri (1864) i en 1890 es retirà a fer vida de contemplació a l'ermita de Sant Honorat, de la muntanya de Randa. Aviat, l'ermita es convertí en casa de retir per a fer-hi exercicis espirituals, formant-s'hi una petita comunitat de preveres al voltant de Rosselló.
Desitjava unir-se a algun orde religiós, però el bisbe de Mallorca Jacint Maria Cervera i Cervera l'impel·lí a fundar una nova congregació, i, a partir de la comunitat de Randa, el 17 d'agost de 1890 es fundà la congregació dels Missioners dels Sagrats Cors de Jesús i Maria, devoció que ell sempre havia fomentat. L'any següent li era confiat el Santuari de Lluc, on s'instal·là la seu de la nova congregació i on residí fins al 1906. Com a prior del santuari, el reformà i el modernitzà. Llavors es trasllada a viure al Monestir de la Real, antiga abadia dels cistercencs llavors abandonada. També fundà una casa a l'església de Sant Gaietà de Palma (Mallorca).
Morí en 1909 i fou sebollit al cementiri de Palma. El seu cos fou traslladat després a l'església dels Sagrats Cors de Mallorca.
Té incoat el procés de la beatificació, que començà en 1934. Ha estat proclamat el 2 de maig de 2013 venerable servent de Déu.